# Paradrymadusa
Paradrymadusa is een geslacht van rechtvleugeligen uit de familie sabelsprinkhanen (Tettigoniidae). De wetenschappelijke naam van dit geslacht is voor het eerst geldig gepubliceerd in 1874 door Herman.

## Soorten
Het geslacht Paradrymadusa omvat de volgende soorten:
- Paradrymadusa abchazica Stolyarov, 1981
- Paradrymadusa aksirayi Karabag, 1952
- Paradrymadusa brevicerca Karabag, 1956
- Paradrymadusa bucharica Pravdin, 1969
- Paradrymadusa fridae Werner, 1939
- Paradrymadusa galitzini Retowski, 1888
- Paradrymadusa jakobsoni Pylnov, 1918
- Paradrymadusa picta Uvarov, 1929
- Paradrymadusa pontica Ramme, 1939
- Paradrymadusa sciadophila Stolyarov, 1980
- Paradrymadusa sordida Herman, 1874
- Paradrymadusa ussuriensis Tarbinsky, 1930